# Franciszek Łubieński (1875–1925)
Franciszek Łubieński (ur. 1875 w Łodzi, zm. 5 stycznia 1925 w Warszawie) – polski malarz.
Kształcił się w krakowskiej Szkole Sztuk Pięknych w latach 1893–1896 i 1899-1900 u Józefa Unierzyskiego i Jacka Malczewskiego. Następnie studiował w Monachium w szkole Antona Ažbego.
Zamieszkał w Łodzi, gdzie został nauczycielem w Szkole Handlowej Kupiectwa Łódzkiego oraz w innych miejscowych gimnazjach.
Malował polskie typy ludowe, krajobrazy, portrety oraz kwiaty. Malował pastelami, akwarelami oraz farbami olejnymi. Około roku 1912 stworzył cykl „Z ziemi sieradzkiej”, przedstawiający stroje ludowe. Jego obrazy znajdują się m.in. w zbiorach Muzeum Narodowego w Warszawie.
W dwa miesiące po jego śmierci przyjaciele urządzili wystawę Jego prac w Miejskiej Galerii Sztuki w Łodzi. Pokazano na niej m.in. obrazy: „Typ polski”, „Łowiczanka”, „Nad Bugiem” i „Portret pani W.”.

Reprodukcje prac
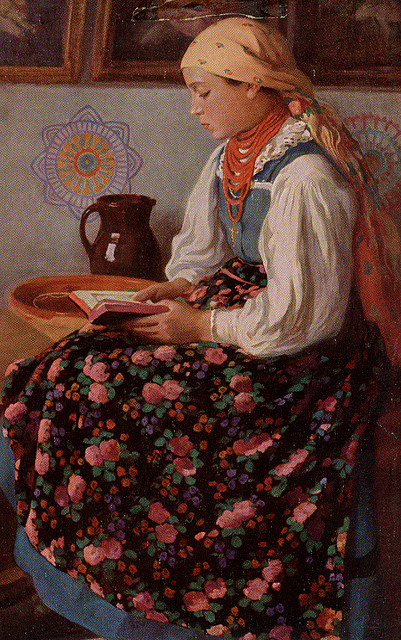
Strój sieradzki
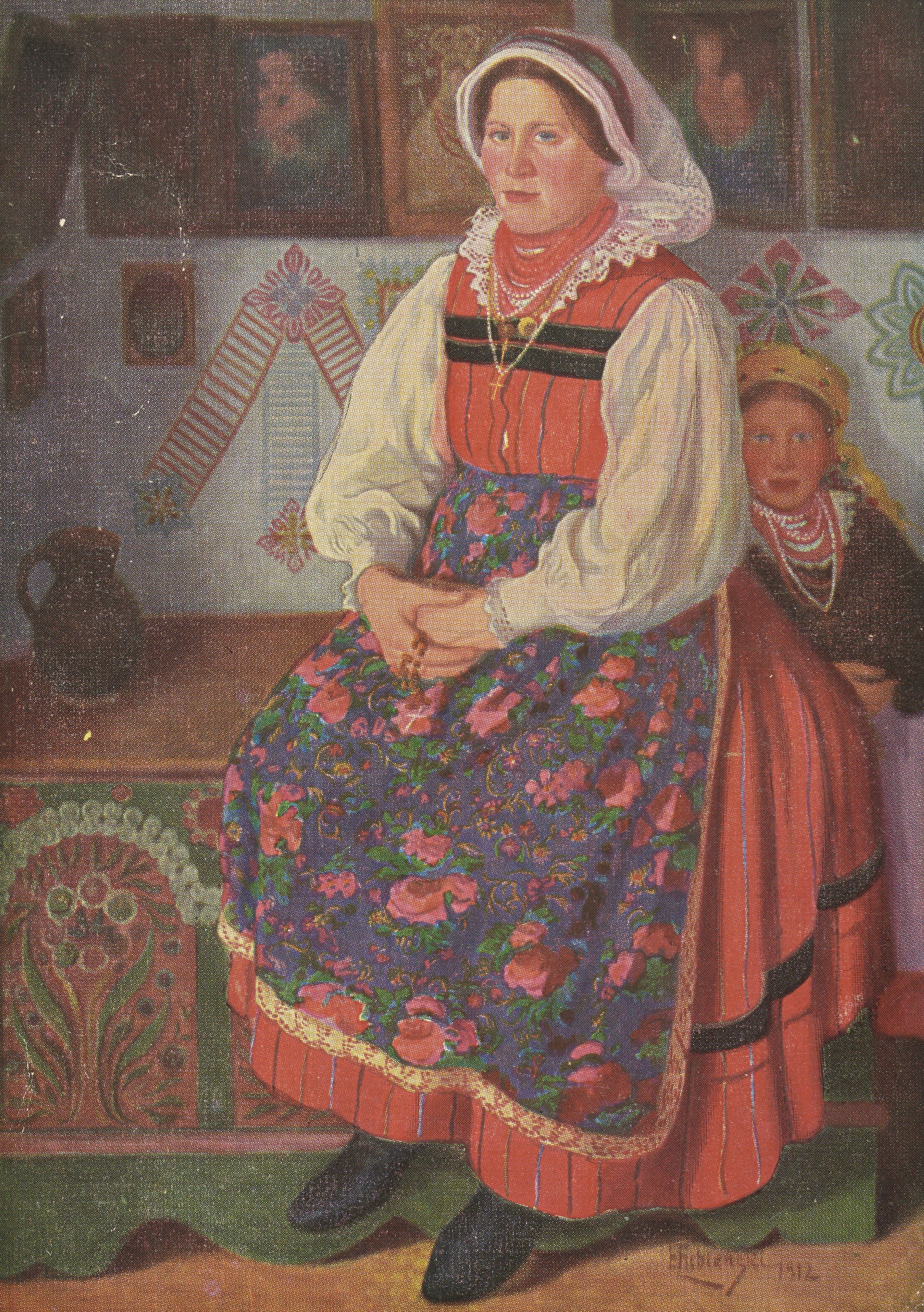
Kobieta z dzieckiem
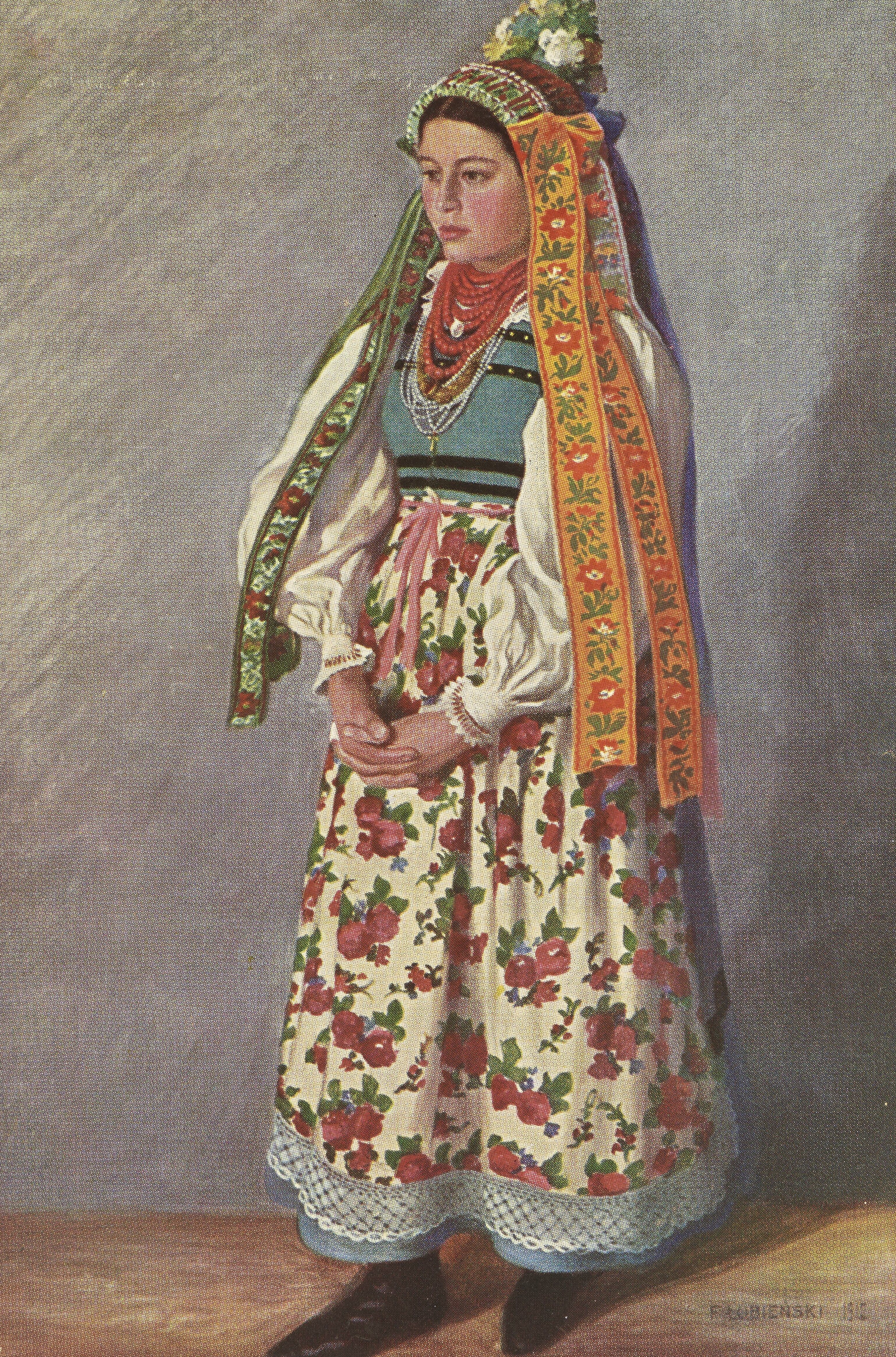
W weselnym stroju
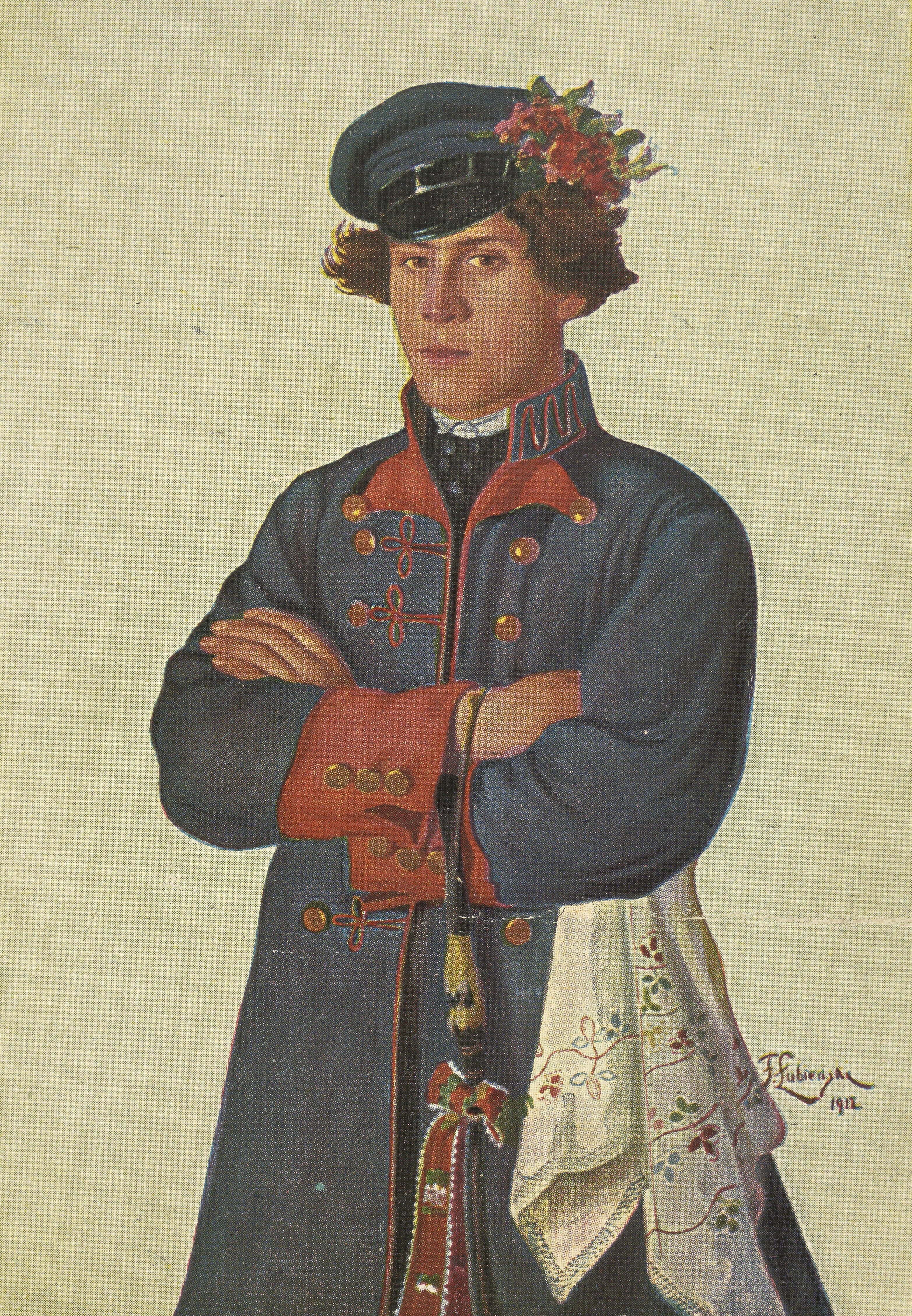
Wiejski młodzian
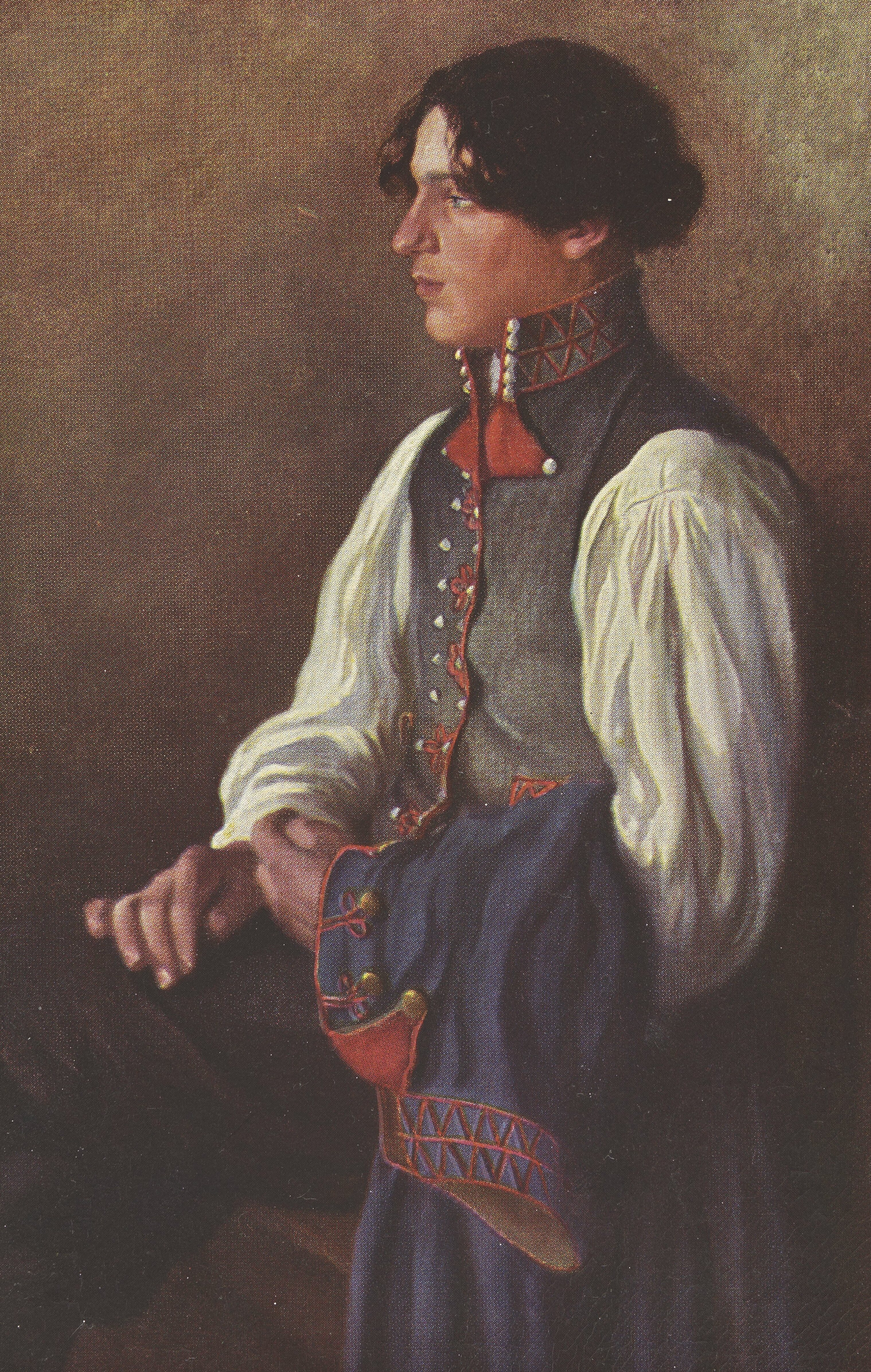
Gospodarz z Monic
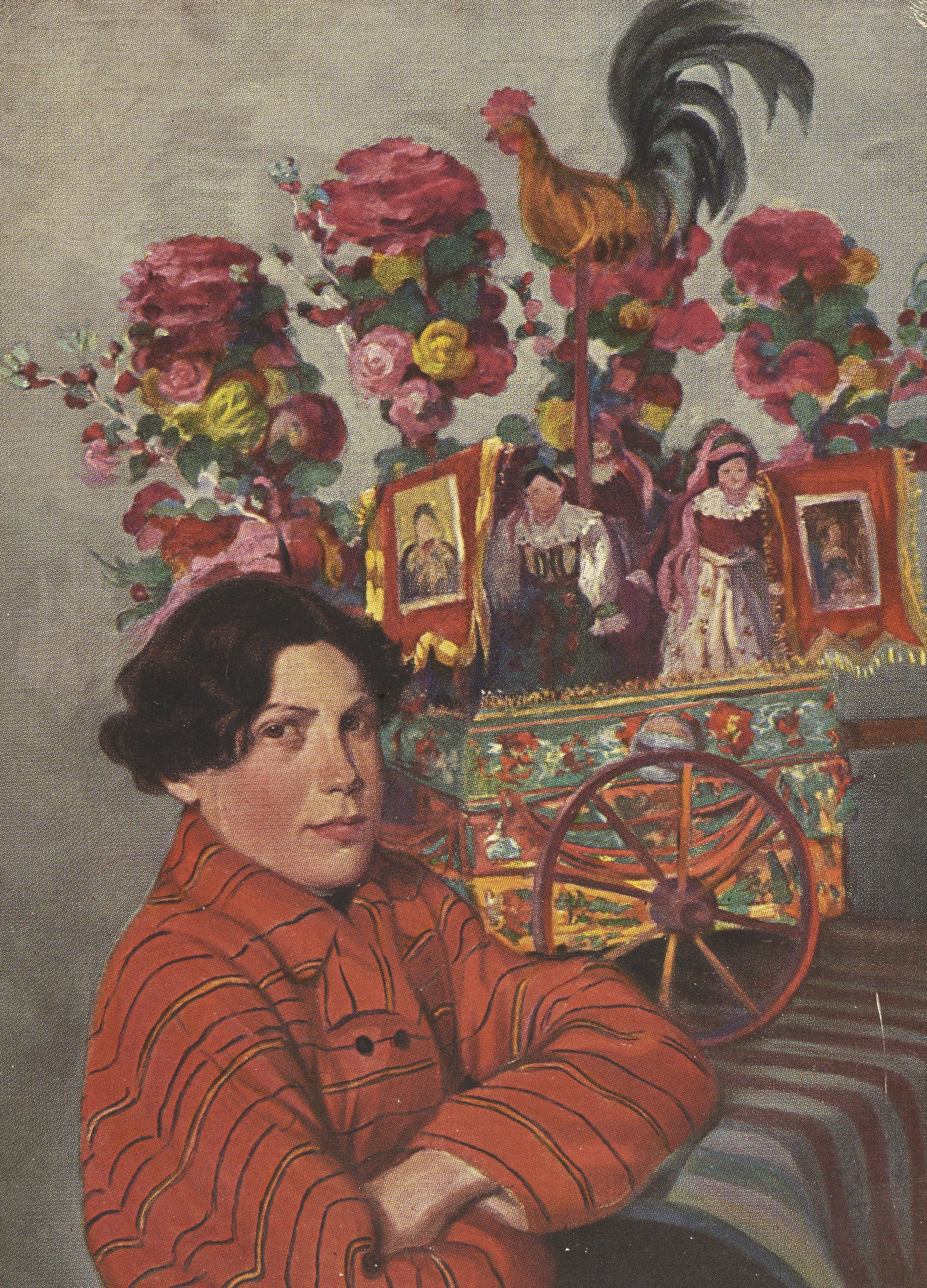
Kogutek wielkanocny
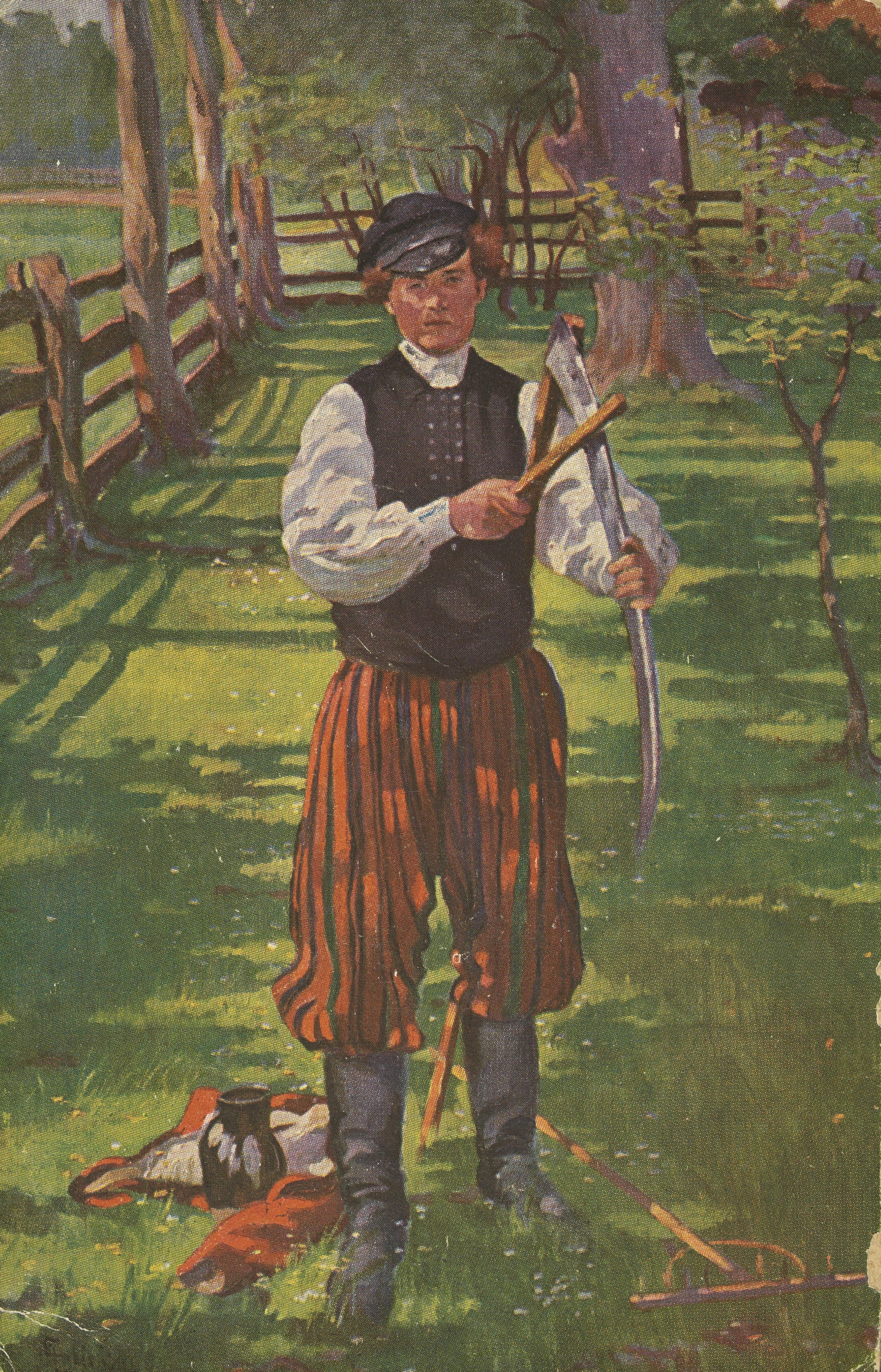
Kosiarz
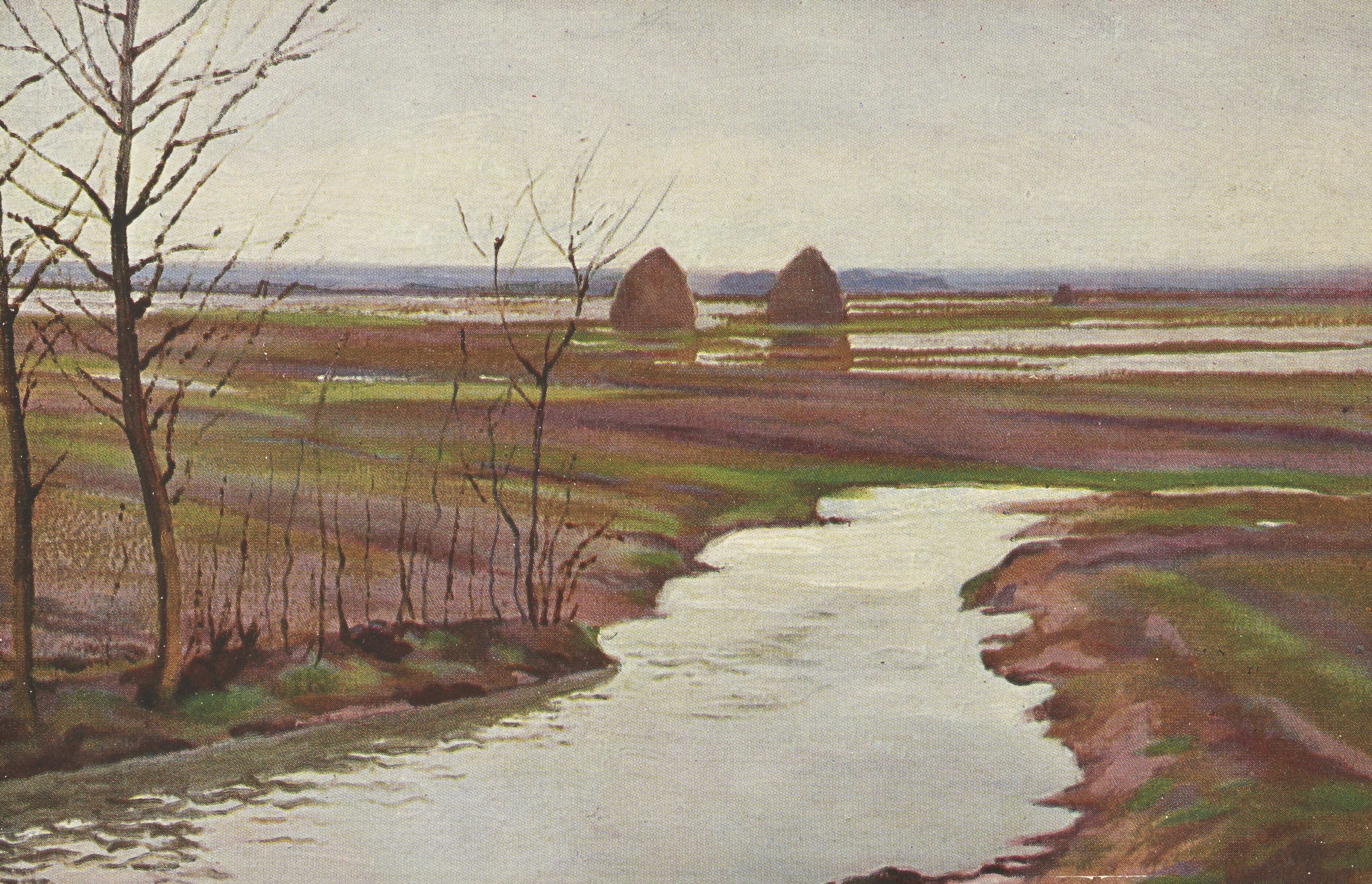
Wylew wiosenny